# Evangelisches Werk für Diakonie und Entwicklung
Das Evangelische Werk für Diakonie und Entwicklung e. V. (EWDE) ist ein im Oktober 2012 gegründetes Werk der Evangelischen Kirche in Deutschland (EKD), altkonfessioneller Kirchen und Freikirchen.
Es entstand durch den Zusammenschluss des Diakonischen Werkes der EKD (mit Brot für die Welt) und des Evangelischen Entwicklungsdienstes. Es hat seinen Sitz in Berlin-Mitte.

## Geschichte/Aufgaben
Im Jahr 2008 wurde die Fusion des Diakonischen Werkes der Evangelischen Kirche in Deutschland mit dem Evangelischen Entwicklungsdienst beschlossen. Im Oktober 2012 wurde die gemeinsame Arbeit im Evangelischen Werk für Diakonie und Entwicklung aufgenommen. Als Sitz des Werkes wurde Berlin ausgewählt. Die bisherigen Standorte der Werke in Stuttgart, Bonn und Berlin-Dahlem wurden aufgegeben und im neuen Dienstsitz zusammengelegt. Am 14. März 2013 wurde das Werk offiziell eingeweiht.
Aufgabe des Werkes ist es, die soziale Arbeit und die Entwicklungszusammenarbeit der evangelischen Kirchen in Deutschland zu vernetzen und zu bündeln.
Zur Organisation gehören insbesondere:
- Brot für die Welt (Hilfe zur Selbsthilfe zur Verbesserung der Lebenssituation armer und benachteiligter Menschen in den sog. Entwicklungsländern, seit 1959)
- „Kirchen helfen Kirchen“ (Unterstützung evangelischer Minderheiten in Europa, orthodoxer Kirchen sowie Kirchen und ihre Ortsgemeinden in Übersee)
- Diakonie Katastrophenhilfe (kurz- oder mittelfristige Hilfen; Finanzierung vor allem durch Spenden, aber auch aus Mitteln des Bundes und der Europäischen Gemeinschaft)
- Stipendienprogramme, durch die ausländische Studierende für ein bis zwei Jahre an deutschen Hochschulen studieren können
- Diakonie Deutschland mit 17 Landes- und 69 Fachverbänden der Diakonie

## Struktur
Die Körperschaft gliedert sich in die Werke Diakonie Deutschland und Brot für die Welt.

### Vorstand
Das Werk wird durch den Vorstand vertreten, dem fünf Mitglieder mit folgender Aufgabenverteilung angehören:
- Präsidialbereich Diakonie Deutschland
- Sozialpolitik
- Präsidialbereich Brot für die Welt
- Internationale Programme und Inlandsförderung
- Finanzen, Personal, Organisation, Recht und Wirtschaft

Der Präsident der Diakonie Deutschland und die Vorstände für Sozialpolitik sowie für Finanzen, Personal, Organisation, Recht und Wirtschaft bilden zugleich die Leitung des Werkes Diakonie Deutschland.
Die Präsidentin von Brot für die Welt und die Vorstände für Internationale Programme und Inlandsförderung sowie für Finanzen, Personal, Organisation, Recht und Wirtschaft bilden zugleich die Leitung des Werkes Brot für die Welt.
Der Vorsitz im Vorstand soll nach der Satzung alle drei Jahre zwischen den Präsidenten beider Werke wechseln; der Präsident des jeweils anderen Werkes nimmt die Stellvertretung wahr. Vorstandsvorsitzende waren:
- von 2012 bis 2014 Präsident Johannes Stockmeier (Diakonie Deutschland)
- von 2014 bis 2017 Präsidentin Cornelia Füllkrug-Weitzel (Brot für die Welt)
- von 2017 bis 2020 Präsident Ulrich Lilie (Diakonie Deutschland)
- von 2020 bis 2021 Präsidentin Cornelia Füllkrug-Weitzel (Brot für die Welt)[6]
- von 2021 bis 2024 Präsidentin Dagmar Pruin (Brot für die Welt).

Seit dem 1. Juli 2024 ist Präsident Rüdiger Schuch (Diakonie Deutschland) Vorstandsvorsitzender.

### Aufsichtsrat
Das Werk steht unter der Aufsicht eines Aufsichtsrates unter dem gegenwärtigen Vorsitz der Kasseler Bischöfin Beate Hofmann.

### Konferenz Diakonie und Entwicklung
Die Konferenz Diakonie und Entwicklung ist das höchste Beschlussgremium des Werkes. Ihm gehören 112 Delegierte an. Die Konferenz bildet die Ausschüsse Diakonie sowie Entwicklungsdienst und humanitäre Hilfe.